# 红头噪鹛
红头噪鹛（学名：Trochalopteron erythrocephalum），是画眉科噪鹛属的一种，分布于印度、不丹、中国大陆和尼泊尔。该物种的保护状况被评为无危。
红头噪鹛的平均体重约为81.0克。栖息地包括亚热带或热带的高海拔草原、亚热带或热带的高海拔疏灌丛、亚热带或热带的湿润山地林和耕地。该物种的模式产地在喜马拉雅山脉。

## 亚种
- 红头噪鹛绿春亚种（学名：Trochalopteron erythrocephalum connectens）。分布于越南、老挝以及中国大陆的云南等地。该物种的模式产地在PhuKe,nearChiangKhwang,Laos。[3]
- 红头噪鹛昌都亚种（学名：Trochalopteron erythrocephalum imprudens）。分布于记录不详以及中国大陆的西藏等地。该物种的模式产地在印度阿萨姆邦。[4]
- 红头噪鹛滇南亚种（学名：Trochalopteron erythrocephalum melanostigma）。分布于缅甸、泰国以及中国大陆的云南等地。该物种的模式产地在缅甸MulayitTaung。[5]
- 红头噪鹛珠峰亚种（学名：Trochalopteron erythrocephalum nigrimentum）。分布于锡金、不丹以及中国大陆的西藏等地。该物种的模式产地在Sikkim,exKinnear,1937。[6]
- 红头噪鹛滇西亚种（学名：Trochalopteron erythrocephalum woodi）。分布于缅甸以及中国大陆的云南、?四川等地。该物种的模式产地在缅甸北部。[7]